# Toshio Iwai
Toshio Iwai (岩井 俊雄 Iwai Toshio?), nacido en Aichi, Japón, en 1962, es un diseñador y artista informático japonés popular por ser el creador de varios juegos como Otocky o Electroplankton. Ha trabajado en la televisión japonesa, además de trabajar para empresas de videojuego como Nintendo o Sony Computer Entertainment.
Entre 1994 y 1995 residió en Karlsruhe, Alemania para estudiar en el centro ZMK (Centro de Arte y Media de Karlsruhe). Los tres años posteriores se trasladaría a Ogaki en Gifu, Japón para estudiar en el IAMAS (Instituto artes y multimedia avanzado y ciencia de Ogaki). Entre 1998 y 2000 estuvo residiendo en Yokohama trabajando en el Mixed Reality Systems Laboratory. Todos sus proyectos de videojuegos se basan en la relación entre los gráficos con su música.